# محمد حسين نصيف
أبو الحسين محمد حسين عمر نصيف (18 رمضان 1302 – 6 جمادى الآخرة 1391هـ / 1885- 1971م) عالم مسلم سني، ومؤرِّخ سعودي، وأحد أعيان مدينة جُدَّة، ومؤسس المكتبة التي عُرفت باسمه.

## نشأته وأسرته
ولد في جُدَّة في 18 رمضان سنة 1302هـ الموافق أول يوليو 1885م، توفي والده في ريعان شبابه، وكان يسكن في حارة اليمن في جدة، وله من الأبناء:
1. حسين بن محمد نصيف، ولد عام 1323 هـ، توفي عام 1372 هـ وتولى رئاسة هيئة الأمر بالمعروف والنهي عن المنكر بجدة.
2. عمر بن محمد نصيف، ولد عام 1326 هـ، توفي عام 1382 هـ وكان مديرًا لأوقاف جدة ورئيسًا لبلديتها وهو والد الدكتور عبد الله نصيف مدير جامعة الملك عبد العزيز، ثم الأمين العام لرابطة العالم الإسلامي، ثم نائب رئيس مجلس الشورى السعودي.
3. عبد القادر بن محمد نصيف، ولد عام 1329 هـ.
4. عزة بنت محمد نصيف، ولدت عام 1331 هـ وهي زوجة الشيخ محمد بن عمر جمجوم.

## تعليمه
هيأ له جده عمر نصيف بيئة صالحة للتعلم، ولهذا فقد بدأ محمد نصيف بالقرآن حتى سن الحادية والعشرين، حتى حصل على عدد من الإجازات العلمية المختلفة في علوم الدين، وقد كان يخص نفسه ببعض الوقت للنظر في المسائل العلمية التي تحتاج تأمل وبحث، ووقتاً لطلاب العلم إضافة لاهتمامه الخاص بنشر الكثير من الكتب السلفية التي كانت توزع بالمجان، كما كان له مجالس يحضرها عدد من علماء الدين منهم ابن عثيمين وعبد الرحمن السعدي.

## قيل فيه
قال الشيخ عبد الرحمن المعلمي في مقدمة لكتابه الأنوار الكاشفة: (ولفضيلة السلفي الجليل المحسن الشهير نصير السنة الشيخ محمد نصيف اليد الطولى في استحثاثي لإكمال الكتاب، وإمدادي بالمراجع).

الملك عبد العزيز آل سعود، وخلفه من اليمين: يوسف ياسين، والطيب الهزَّازي، ومحمد حسين نصيف. التقط الصورة أمين الريحاني عام 1926م.

## مكتبته

محمد نصيف في مكتبته

عكف منذ شبابه على جمع الكتب واقتنائها وتتبع النادر منها حيث وجد، وكانت صلته بعلماء عصره سواء المقيمين أو القادمين مدعاة لتنمية حبه للقراءة والدرس، وكذلك تلقيه طلبة العلم واستضافتهم وإمدادهم بالكتب التي يحتاجونها. وبرز ولعه بالكتب الشرعية وخصوصاً سلفية المذهب في ظل اهتمامه باقتنائها وطباعتها، الذي كان له الأثر الكبير على تكوين شخصيته، فقد قام بطباعة كثير من الكتب على نفقته الخاصة مثل كتاب «الأنوار الكاشفة» وكتاب «التنكيل» للشيخ عبد الرحمن المعلمي اليماني، وكتاب «الجواب الباهر في حكم زيارة المقابر» لابن تيمية، وكتاب «العلو للعلي الغفار» للحافظ الذهبي سنة 1325 هـ، وكتاب «الخطوط العريضة لمذهب الشيعة» لمحب الدين الخطيب، و«الرحلة اليمانية» للشريف عبد المحسن، وكما طبع كتاب الأدب المفرد للإمام البخاري على نفقة الحاج يوسف زينل، وكما شجع أصدقاؤه على طبع ونشر الكتب الإسلامية مثل الشريف شرف رضا الذي قام بطبع ونشر صحيح الإمام البخاري، مما ساعده في تكوين مكتبة خاصة كبيرة عُرفت فيما بعد بمكتبة الشيخ محمد نصيف التي تعد أثمن مكتبة خاصة في مدينة جدة، لاحقاً قامت المكتبة المركزية جامعة الملك عبد العزيز بضمها إلى مقتنياتها ليتزود منها طلاب العلم.

## كتب عنه
- محمد نصيف ذكرياتٌ لا تُنسى، تأليف زهير الشاويش، 1416هـ/ 1996م.
- الذي رأى وسمع، محمد نصيف صفحة من تاريخ الثقافة في جدة، تأليف حسين بافقيه، 1443هـ/ 2022م.[4]

## وفاته
توفي بمدينة الطائف، في يوم الخميس 6 جُمادى الآخرة 1391هـ الموافق 30 يوليو 1971م، ثم نُقل جثمانه إلى جُدَّة، وصُلِّي عليه بعد صلاة العصر في مسجد المعمار، ودُفن في مقبرة الأسد في مدينة جدة.

## وصلات خارجية
- محمد حسين نصيف.. وجيه جدة ورجل الخير والكرم.